# Ernst Buschor (arkeolog)
Ernst Heinrich Buschor, född 2 juni 1886, död 11 december 1961, var en tysk arkeolog.
Buschor var 1921-29 1:e sekreterare vid tyska arkeologiska institutet i Aten, i vilken egenskap han bland annat ledde utgrävningar på Samos. År 1929 blev han professor i klassisk arkeologi vid universitetet i München. Bland hans skrifter märks Beiträge zur Geschichte der griechischen Textilkunst (1912), Griechische Vasenmalerei (2:a upplagan 1921) och Die Tondächer der Akropolis (1929).